# Église Notre-Dame de Goudosse
L'église Notre-Dame de Goudosse est un lieu de culte catholique situé sur la commune de Souprosse, dans le département français des Landes.
Elle fait l’objet d’un classement au titre des monuments historiques depuis le 10 mai 1995.

## Présentation
L'église est bâtie au XIe siècle, fortifiée au XIVe siècle, agrandie aux XVIe et au XVIIIe siècles et restaurée au XIXe siècle. Elle est dotée de peintures murales datant des XVIe, XVIIe et XVIIIe siècles.
Petit sanctuaire marial, elle abrite une Vierge qui fait l'objet d'un pèlerinage, relancé comme à l'abbaye Notre-Dame de Maylis au XVIe siècle par le mouvement de la Contre-Réforme, en réaction de l'Église aux thèses calvinistes hostiles au culte de la Vierge et des saints. Le pèlerinage connaît un nouvel élan au cours du XIXe siècle. La fontaine bienfaisante attire alors les pèlerins pour la guérison du goitre.